# 芸能浅間神社
芸能浅間神社（げいのうせんげん
じんじゃ）は、東京都新宿区にある花園神社の境内摂社である。

## 由緒
1928年（昭和3年）、花園神社境内に創祀された。1965年（昭和40年）、現在地に遷御。祭神は木花之佐久夜毘売。鳥居の神額に「三國第一山」（現在は外されている）とある通り、主に富士講で繁栄した浅間神社である。富士塚の上に位置することが特徴。全国の浅間神社の中でも、「芸能」に関わりのある例は珍しい。

## 芸能関係

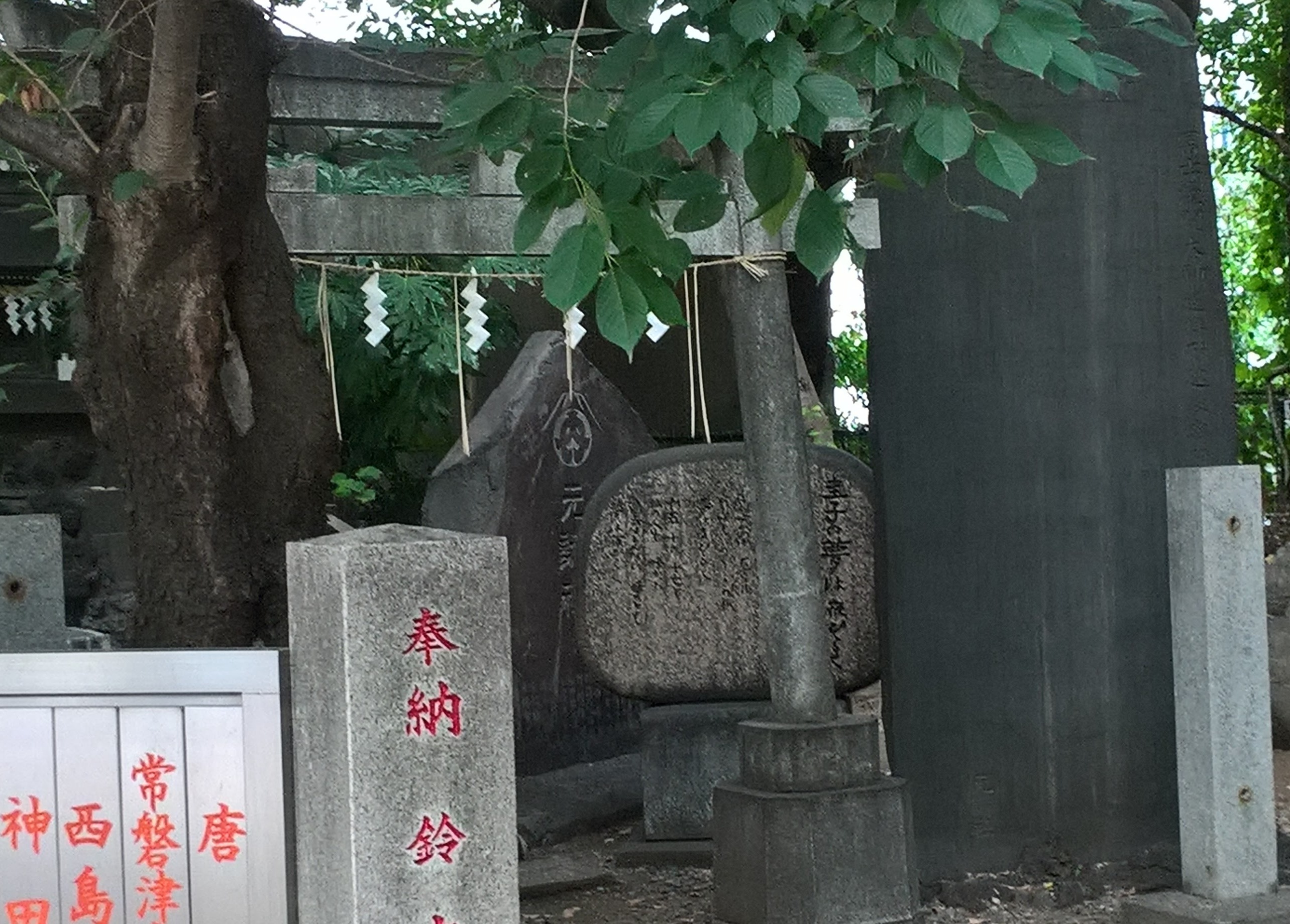
圭子の夢は夜ひらく歌碑

この神社は敷地内には芸能人の奉納者の名前が多く並んでおり、芸能人との関わりが深い。八代亜紀が1981年（昭和56年）に奉納している社号標の他、敷地内には、藤圭子の『圭子の夢は夜ひらく』の歌碑が建立されている。